# Carbury
Carbury (em irlandês:  Cairbre), também escrito antigamente como "Carbery", é uma expansão de comunidade rural no noroeste do Condado de Kildare, na Irlanda. Ele está situado na estrada regional entre R402 e Enfield Edenderry, perto da fronteira com o Condado de Offaly, e inclui as aldeias menores de Derrinturn, Allenwood, Ticknevin e Killina ao longo do Grande Canal da Irlanda. A fonte do rio Boyne está localizado ao norte da aldeia.
O foco central da pitoresca Carbury Hill está as ruínas da mansão Tudor dos Colleys, que também era conhecido como Fairy Hill.

## Ligação externa
- Photograph of Carbury Castle